# Ледена дворана Зибел
Ледена дворана Зибел је ледена дворана у Сиску. Отворен је 27. јануара 2018. године и има 1 960 места.

## Догађаји

### Хокеј на леду
- 13–15. децембар 2019. квалификације за Олимпијске игре за мушкарце, претколо 2, група М [1]

### Такмичење у уметничком клизању
- 7–11. децембра 2021.[2]
- 7–10. децембра 2022.[3]

### Концерти
- Хладно пиво је одржало концерт. 26. октобар 2018
- САРС је имао концерт. 22. децембра 2018